# Equazioni di Cauchy-Riemann
In matematica, e più precisamente in analisi complessa, le equazioni di Cauchy-Riemann sono due equazioni alle derivate parziali che esprimono una condizione necessaria affinché una funzione sia olomorfa (che, nel campo complesso, equivale alla condizione di analiticità, a differenza di quanto succede nel campo reale). Se sia la parte reale sia quella immaginaria (funzioni reali in due variabili reali) della funzione complessa sono anche differenziabili, oltre a soddisfare le equazioni di Cauchy-Riemann, allora la condizione per l'olomorfia è anche sufficiente.
Una versione lievemente più generale di queste equazioni esprime una condizione perché una funzione sia armonica.

## Storia
Le equazioni furono usate per la prima volta in alcuni lavori di D'Alembert nel 1752. Successivamente, nel 1777 Eulero stabilì una connessione fra le equazioni e le funzioni analitiche. Cauchy le utilizzò quindi per costruire una teoria delle funzioni olomorfe nel 1814 nell'articolo Sur les intégrales définies. Infine, Riemann ne fece largo uso nella sua tesi nel 1851.

## Definizione
Sia 
{\displaystyle f\colon A\to \mathbb {C} }
{\displaystyle f(x+iy)=u(x,y)+iv(x,y),}
una funzione complessa, definita su un insieme aperto {\displaystyle A} del piano complesso {\displaystyle \mathbb {C} }, a valori in {\displaystyle \mathbb {C} }. Scritta in questa forma, {\displaystyle x} e {\displaystyle y} sono variabili reali, mentre {\displaystyle u} e {\displaystyle v} sono funzioni a valori reali, definite su {\displaystyle A} interpretato come sottoinsieme di {\displaystyle \mathbb {R} ^{2}.} Infine, {\displaystyle i} è l'unità immaginaria.
Le equazioni di Cauchy-Riemann stabiliscono che:
La funzione {\displaystyle f} è olomorfa su {\displaystyle A} se e solo se è differenziabile con derivate parziali continue e verificanti le equazioni
{\displaystyle \left\{{\begin{array}{l}\displaystyle {\partial u \over \partial x}={\partial v \over \partial y}\\\displaystyle {\partial u \over \partial y}=-{\partial v \over \partial x}\end{array}}\right.}
Le equazioni possono essere riformulate nell'ambito complesso nel modo seguente:
{\displaystyle {i{\partial f \over \partial x}}={\partial f \over \partial y}.}

## Interpretazione geometrica
Le equazioni corrispondono alla condizione che la matrice jacobiana sia della forma
{\displaystyle {\begin{pmatrix}a&-b\\b&\;\;a\end{pmatrix}}.}
Geometricamente, questo esprime il fatto che la funzione è una mappa conforme. Infatti un tale jacobiano è composizione di rotazioni
{\displaystyle {\begin{pmatrix}\cos \theta &-\sin \theta \\\sin \theta &\;\;\cos \theta \end{pmatrix}}}
e omotetie
{\displaystyle {\begin{pmatrix}a&0\\0&\;\;a\end{pmatrix}}.}

## Armonicità
Esiste una versione più generale delle equazioni di Cauchy-Riemann che garantisce che una funzione 
{\displaystyle f\colon A\to \mathbb {R} ^{2}}
definita su un insieme aperto {\displaystyle A} di {\displaystyle \mathbb {R} ^{2}} sia armonica. Poiché una funzione armonica è olomorfa o antiolomorfa, le equazioni sono quelle appena descritte, oppure le opposte
{\displaystyle {\partial u \over \partial x}=-{\partial v \over \partial y},}
{\displaystyle {\partial u \over \partial y}={\partial v \over \partial x}.}
Queste ultime, se verificate, garantiscono che la funzione è antiolomorfa. Una funzione differenziabile con derivate parziali continue è quindi armonica se e solo se soddisfa queste equazioni oppure quelle sopra. Un esempio di funzione antiolomorfa è la coniugazione complessa
{\displaystyle f(z)={\bar {z}}.}

### Condizione sufficiente
È facile verificare che le equazioni di Cauchy-Riemann garantiscono che la funzione è armonica, nell'ipotesi che {\displaystyle f} abbia derivate parziali seconde continue. Derivando parzialmente la prima equazione rispetto a {\displaystyle x} e la seconda rispetto a {\displaystyle y} si ottengono rispettivamente 
{\displaystyle {\partial ^{2}u \over \partial x^{2}}={\partial ^{2}v \over \partial x\partial y},}
{\displaystyle {\partial ^{2}u \over \partial y^{2}}=-{\partial ^{2}v \over \partial y\partial x}.}
Sommando le due equazioni e usando il teorema di Schwarz si ottiene l'equazione di Laplace
{\displaystyle \Delta u={\partial ^{2}u \over \partial x^{2}}+{\partial ^{2}u \over \partial y^{2}}=0}
che determina l'armonicità di una funzione. Si ottiene un risultato analogo per {\displaystyle v}.